# Aleksander Bobrownicki

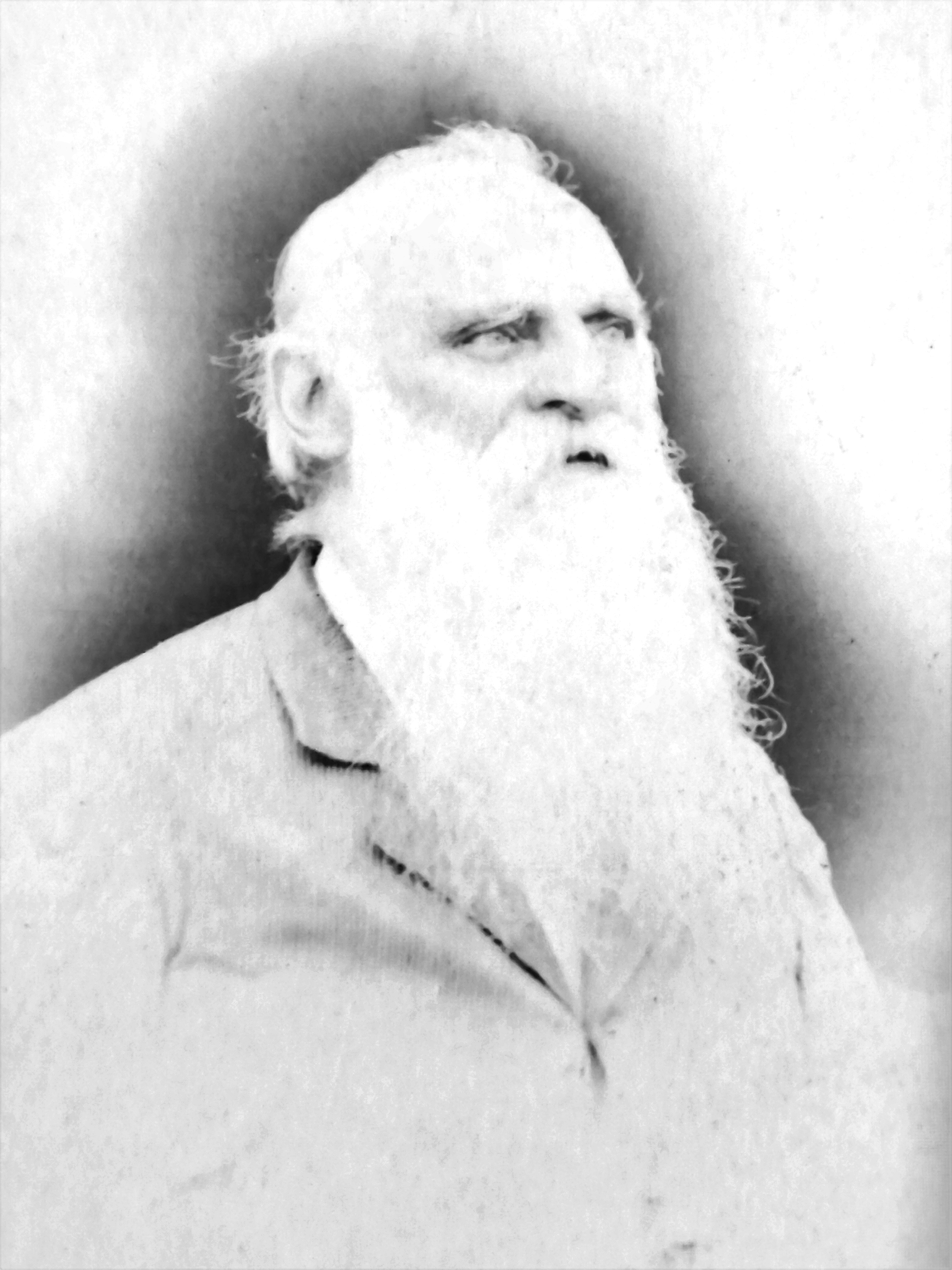
Aleksander Bobrownicki

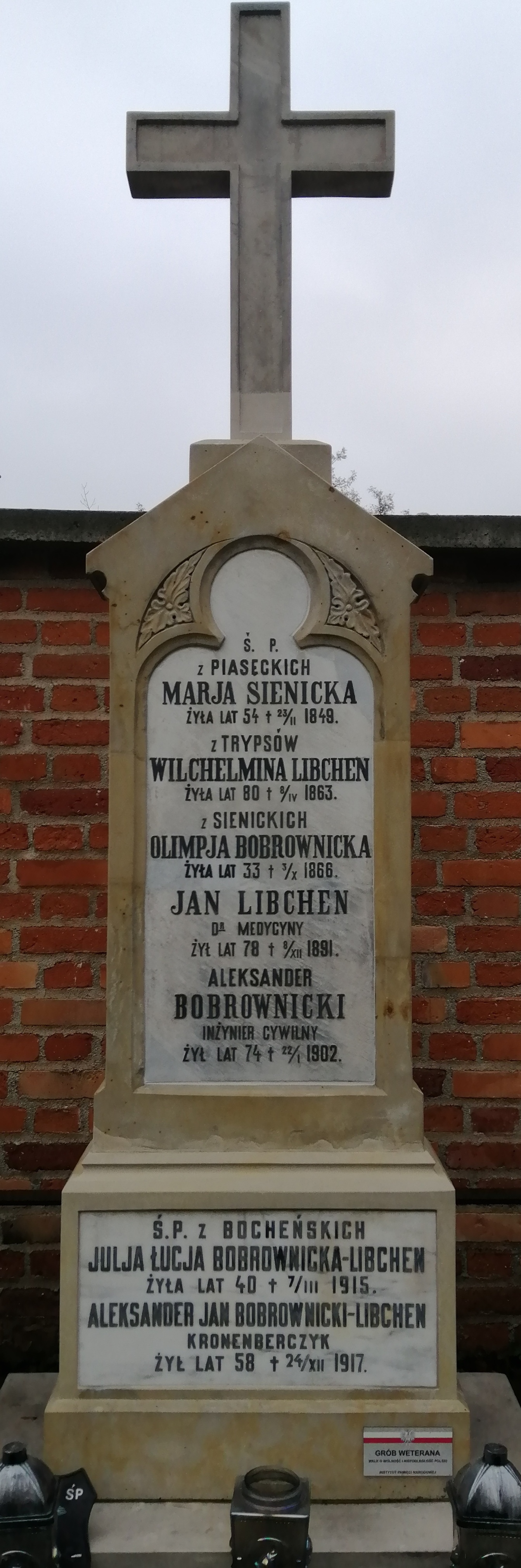
Grobowiec rodziny Bobrownickich na Starych Powązkach w Warszawie

Aleksander Marcjan Teofil Bobrownicki (ur. 7 lipca 1828 w Byszowie, zm. 22 stycznia 1902 Warszawie) – inżynier cywilny, przemysłowiec i wynalazca, powstaniec styczniowy.

## Życiorys
Syn Andrzeja Kazimierza Samuela Bobrownickiego, herbu Doliwa – żołnierza napoleońskiego i dziedzica dóbr Byszów koło Sandomierza oraz Ludwiki z Różyckich. W 1854 roku ożenił się z Olimpią z Siennickich z którą miał syna Aleksandra (1859–1917). Dziadek kpt. Mieczysława Bobrownickiego - Libchen. 
Od 1861 roku do 1865 roku właściciel pałacyku przy Alejach Ujazdowskich 13 w Warszawie.
Przemysłowiec i wynalazca
Dyrektor Rządowej Fabryki Machin na Solcu, kierował wytwarzaniem maszyn rolniczych, m.in. wialni własnego pomysłu. Na początku lat sześćdziesiątych XIX wieku zorganizował w Ząbkach jedną z najnowocześniejszych cegielni w Królestwie Polskim, z piecami rumfordzkimi opalanymi węglem o wydajności 140 tys. sztuk cegieł z jednego wsadu. W cegielni produkował też dachówki i dreny, stosował konne mieszarki gliny oraz prasę parową. Według ustaleń naukowych "... był [...] wybitnym przemysłowcem działającym w Królestwie Polskim, szczególnie zasłużonym dla agrotechniki krajowej".
W Królestwie Polskim opatentował ulepszony sposób wyrabiania z gliny suchej cegły palonej, prasowanej i dętej, gładkiej lub chropawej wszelkich wymiarów na jednej i tej samej machinie (8.I.1860).
Twórca silnika "Pogoń" – uzyskał patent w Anglii i Francji, a także w Austrii (1867) oraz we Włoszech na okres do 30.IX.1880 r. za "system uzyskiwania i stosowania napędu mechanicznego".
We Francji uzyskał patenty na:
1. domowy sposób wytwarzania węgla drzewnego (6.III.1869),
2. metodę przetwarzania ludzkiego kału na opał przemysłowy i domowy (23.XI.1869 oraz dodatki 24.XII.1869 i 18.I.1871),
3. palne gałki węglowodorowe (13.IV.1869) i sposób wzbogacania (zagęszczania) za pomocą odwodnionej krzemionki (9.XII.1871),
4. wytłaczarkę przedmiotów z substancji plastycznych (18.XI.1869) i sposób fabrykacji węgla z sadzy (13.VI.1870) wspólnie z wicehrabią de Choisy.

Działacz polityczny
Uczestnik powstania styczniowego, posiadał zaświadczenie o udziale wydane przez Lubomira Gadona. Był zaangażowany w uwłaszczenie chłopów. W wyniku zagrożenia aresztowaniem, opuścił Królestwo Polskie i od 1863 roku przebywał na wygnaniu we Francji. Przebywał też w Wielkiej Brytanii, głównie w Manchesterze i Londynie. Jako emigrant był inwigilowany przez Cesarsko - Królewską Policję w Krakowie, która określiła go w aktach z lat 1868 - 1879 jako podejrzanego o przynależność do soc - rewolucjonistów. C.K. Policja zamieściła w swoich aktach następującą jego charakterystykę: 

Ponadto Bobrownicki, znany przedstawiciel magnacki i członek „Ogniska”, które powstało w 1864 roku pod wpływem Pałacu Królewskiego w Londynie. Nawet teraz jest w stałym kontakcie z Palais Royal, jest naprawdę utalentowany. Najczęściej szuka noclegu w rejonie Tarnowa i Pilzna, gdzie mieszka rodzina właścicieli ziemskich o tym samym nazwisku i ma wiele koneksji. Ma około 30 lat, wielką osobowość, dobre maniery, biegle włada francuskim, angielskim i włoskim.

Od 1.II.1892 roku przebywał w Zakładzie Św. Kazimierza w Paryżu, skąd 17.VII.1900 roku powrócił do Warszawy. Pochowany na Starych Powązkach w Warszawie. 